# Wilson Güity
Wilson Güity (La Ceiba, Honduras, 30 de septiembre de 1987) es un futbolista hondureño. Juega como mediocampista y su equipo actual es el Real Sociedad de la Liga Nacional de Honduras.

## Clubes
| Club          | País     | Año         |
| ------------- | -------- | ----------- |
| Victoria      | Honduras | 2008 - 2012 |
| Real Sociedad | Honduras | 2012 - 2014 |
| Victoria      | Honduras | 2015 - 2016 |
| Real Sociedad | Honduras | 2019 - 2020 |